# Perdóname (canción de La Factoría)
"Perdóname" es un sencillo de 2006 del dúo panameño La Factoría y Eddy Lover de su primer álbum de estudio, Nuevas Metas (2006). Un remix de la canción presenta al artista de dancehall Adrian Banton.
En 2023 hace otra version remix con el reguetonero puertorriqueño Farruko, la cual también tuvo buena recepción por parte de sus fans y la cantaron en vivo en los Premios Billboard de ese mismo año. En 2024, el vídeo musical oficial en YouTube superó las 600 millones de visualizaciones.

## Lista de canciones

### Descarga digital[5]
- 'Perdóname (feat. La Factoría) : 4:03

Descarga digital - Farruko remix
- 'Perdóname' (feat. La Factoría & Farruko) : 3:50

## Listas musicales
| Año  | Lista                            | Mejor posición |
| ---- | -------------------------------- | -------------- |
| 2007 | US Hot Latin Tracks (Billboard)  | 12             |
| 2008 | US Latin Pop Airplay (Billboard) | 37             |
| 2008 | US Tropical Airplay (Billboard)  | 26             |

## Resultados
American Society of Composers, Authors, and Publishers Awards
| Año  | Nominado  | Galardón                     | Resultado | Ref. |
| ---- | --------- | ---------------------------- | --------- | ---- |
| 2009 | Perdóname | Mejor Canción urbana del año | Ganadora  |      |